# Louis Fouquet
Pour les articles homonymes, voir Fouquet et Louis-Camille Fouquet.
Louis Fouquet, né le 4 février 1633, mort le 4 février 1702, frère puîné de Nicolas Fouquet, évêque-comte d'Agde et aumônier du roi.

## Biographie
Passé comme ses frères des jésuites du collège de Clermont et par les mains de Vincent de Paul, il est docteur de la faculté d'Orléans, puis conseiller au Parlement de Metz en 1652 où son frère Gilles lui succèdera.
Il séjourne à Rome en 1655-1656. « Fort riche en bénéfices », comme le note Saint-Simon, il est alors abbé de Saint-Martin d'Autun, du Jard, de Ham, de Sorèze et de Vézelay. De 1659 à 1702, il est évêque-comte d'Agde. À l'assemblée du clergé de 1660-1661, « il se signale par son zèle antiprotestant et antijanséniste, dans la stricte orthodoxie prônée par le monarque. »
Louis est, après son frère Basile, chancelier des ordres du roi, c'est-à-dire de l'ordre de Saint-Michel et de l'ordre du Saint-Esprit, office qui confère à son titulaire le bénéfice des deux ordres sans avoir à faire preuve de sa noblesse.
En 1660, il devient aumônier du roi et maître de son oratoire, charge achetée à un cousin de la famille. En 1661, l'arrestation de son frère le surintendant entraîne sa propre disgrâce : il est exilé à Villefranche-de-Rouergue puis, en 1668, à Issoudun. Les vicaires généraux administrent son bénéfice, jusqu'à son retour dans son diocèse, où il est assigné à résidence. Vers la fin de sa vie, âgé et infirme, il doit confier la direction de son diocèse à son neveu, l'abbé Charles-Armand Fouquet, qui la garde jusqu'à la mort de son oncle.
Il aurait inventé le signe du papier[Quoi ?] pour distinguer les partisans de Mazarin lors de la Journée des Pailles (4 juillet 1652), sous la Fronde.